# Mathias Landaeus House of Approximation
Mathias Landaeus House of Approximation är en svensk jazzgrupp bildad av Mathias Landaeus år 2000. De har utgivit tre album på skivbolaget Moserobie och spelat på flera festivaler i Norden.

## Medlemmar
- Mathias Landaeus - piano, fender rhodes
- Karl-Martin Almqvist - tenorsaxofon
- Filip Augustson - kontrabas
- Sebastian Voegler - trummor
- Ola Bothzén - slagverk

## Album
- Goes a Long Long Way (Moserobie 2007)
- Fringe People (Moserobie 2004)
- House of Approximation (Moserobie 2003)